# Браніштя (комуна, Бістріца-Несеуд)
Браніштя (рум. Braniștea) — комуна у повіті Бистриця-Несеуд в Румунії. До складу комуни входять такі села (дані про населення за 2002 рік):
- Браніштя (1220 осіб) — адміністративний центр комуни
- Мелуц (607 осіб)
- Чирешоая (1570 осіб)

Комуна розташована на відстані 342 км на північний захід від Бухареста, 33 км на захід від Бистриці, 56 км на північний схід від Клуж-Напоки.

## Населення
За даними перепису населення 2002 року у комуні проживали 3397 осіб.
Національний склад населення комуни:
| Національність | Кількість осіб | Відсоток |
| -------------- | -------------- | -------- |
| угорці         | 2187           | 64,4%    |
| румуни         | 1204           | 35,4%    |
| цигани         | 4              | 0,1%     |
| українці       | 1              | < 0,1%   |
| італійці       | 1              | < 0,1%   |

Рідною мовою назвали:
| Мова       | Кількість осіб | Відсоток |
| ---------- | -------------- | -------- |
| угорська   | 2183           | 64,3%    |
| румунська  | 1211           | 35,6%    |
| циганська  | 1              | < 0,1%   |
| німецька   | 1              | < 0,1%   |
| італійська | 1              | < 0,1%   |

Склад населення комуни за віросповіданням:
| Релігія                                       | Кількість осіб | Відсоток |
| --------------------------------------------- | -------------- | -------- |
| реформати                                     | 2058           | 60,6%    |
| православні                                   | 1177           | 34,6%    |
| адвентисти                                    | 83             | 2,4%     |
| п'ятдесятники                                 | 37             | 1,1%     |
| греко-католики                                | 19             | 0,6%     |
| римо-католики                                 | 13             | 0,4%     |
| баптисти                                      | 1              | < 0,1%   |
| лютерани (Синодально-пресвітеріанська церква) | 1              | < 0,1%   |
| юдеї                                          | 1              | < 0,1%   |
| не вказали релігію                            | 2              | 0,1%     |

## Зовнішні посилання
- Дані про комуну Браніштя на сайті Ghidul Primăriilor [Архівовано 15 травня 2012 у Wayback Machine.]